# Monumento funerario de Shakespeare
El monumento funerario de Shakespeare (inglés: Shakespeare's funerary monument) es un monumento a William Shakespeare situado en el interior de la Iglesia de la Santísima Trinidad, en Stratford-upon-Avon, Reino Unido, la misma iglesia en la que Shakespeare fue bautizado.  
El monumento se atribuye tradicionalmente al escultor Gerard Johnson, pero un estudio reciente se inclina por su hermano, el también escultor Nicholas Johnson que tenía su taller cerca del teatro The Globe donde se llevaron a escena muchas obras de Shakespeare durante su vida. El diseño del monumento y la estatua de Shakespeare se habrían realizado por encargo suyo mientras vivía, por lo que este retrato sería uno de los dos únicos considerados como fieles representaciones del bardo.

## Descripción

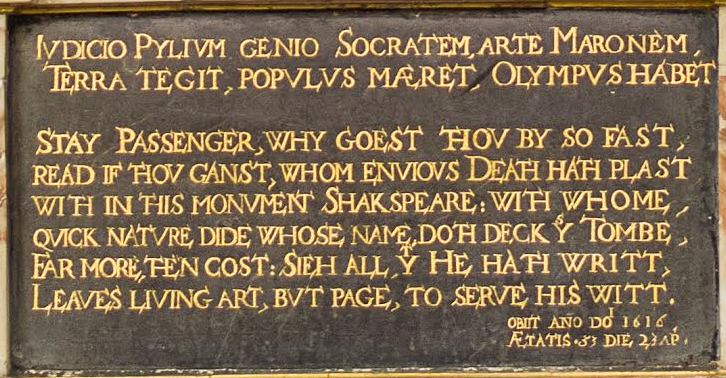
Placa en el monumento funerario de Shakespeare.

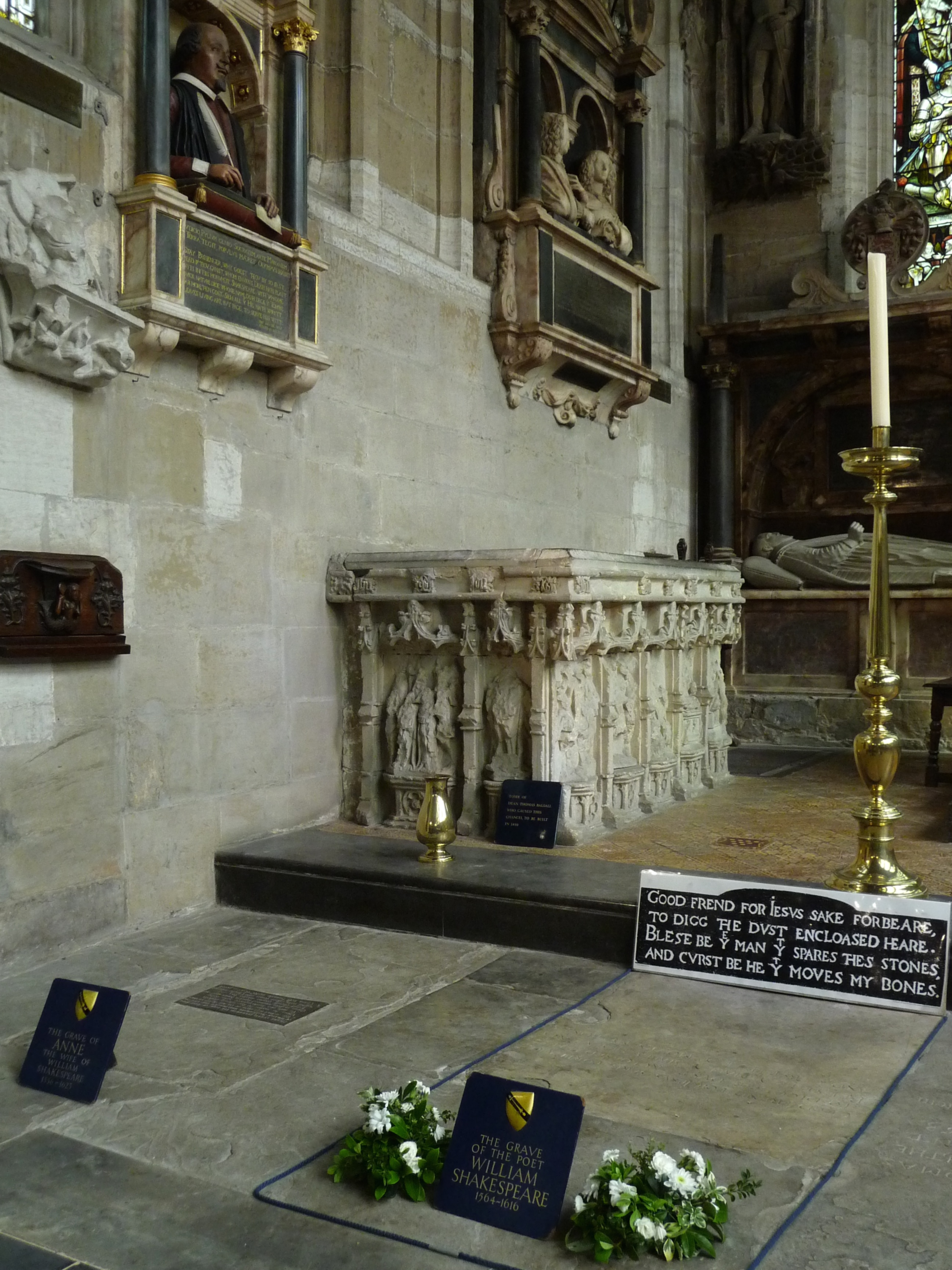
Monumento funerario de William Shakespeare y su esposa Anne Hathaway, Iglesia de la Santísima Trinidad, Stratford-upon-Avon, Warwickshire, Inglaterra.

Cuelga de la pared norte que domina el cancel del coro de la iglesia donde se encuentra la tumba de Shakespeare. Esculpido en piedra, se compone de un busto del poeta dentro de un arco enmarcado entre dos columnas de mármol negro pulido. Sostiene una pluma en una mano y en la otra una hoja de papel blanco posada sobre un cojín. La pluma es verdadera y tiene que ser remplazada periódicamente. El escudo de armas de Shakespeare corona el monumento, flanqueado por dos angelotes desnudos como figuras alegóricas: uno sujeta una espada, que simboliza el trabajo en vida, y el otro un cráneo que representa el descanso en la muerte. Otro cráneo de mayor tamaño se encuentra encima del escudo.
La concepción del monumento y la disposición de la efigie de Shakespeare corresponden a los monumentos funerarios que, a finales del siglo XVI y principios del XVII, se dedicaban a personalidades de la iglesia y académicos. Shakespeare no era ni lo uno ni lo otro y es muy probable que no estuviera autorizado a representarse con el traje que lleva puesto. Lo ostenta, al igual que su escudo, como marca de la posición social a la que aspira.
En la parte inferior un panel lleva dos inscripciones en letras doradas. La primera, en latín, reza:

| IVDICIO PYLIVM, GENIO SOCRATEM, ARTE MARONEM, TERRA TEGIT, POPVLVS MÆRET, OLYMPVS HABET | El juicio de un Nestor, el espíritu de un Socrates, el arte de un Virgilio La tierra le cubre, el pueblo le llora, el monte Olimpo le reclama. |

Y la segunda, en inglés:

| STAY PASSENGER, WHY GOEST THOU BY SO FAST, READ IF THOU CANST, WHOM ENVIOUS DEATH HATH PLAST WITH IN THIS MONUMENT SHAKESPEARE: WITH WHOME QUICK NATURE DIDE WHOSE NAME DOTH DECK YS TOMBE FAR MORE THAN COST: SIEH ALL YT HE HATH WRITT LEAVES LIVING ART, BUT PAGE, TO SERVE HIS WITT. | Quédate pasajero, ¿por qué pasas tan rápido? Lee si puedes, a quien la envidiosa Muerte ha plantado dentro de este monumento Shakspeare: con quien la naturaleza rápida murió: cuyo nombre cubre esta tumba mucho más de lo que cuesta: ver todo lo que ha escrito Deja el arte vivo, pero la página al servicio de su ingenio. |

La fecha de su muerte y su edad aparecen en letras más pequeñas, en la esquina inferior derecha:

| OBIIT AŃO DOI 1616 ÆTATIS٠53 DIE 23 APR. | Murió el año del Señor 1616 A los 53 años, el 23 de abril. |